# キツネ狩りの歌
「キツネ狩りの歌」（きつねがりのうた）は、中島みゆきが作詞・作曲した歌。

## 解説
1980年の作品。1980年4月5日に、キャニオン・レコードからリリースのアルバム『生きていてもいいですか』の3番目の曲として収録されている。後藤次利の編曲の録音である。なお、2001年に、ヤマハミュージックコミュニケーションズより、CD『生きていてもいいですか』が発売されていて、この『キツネ狩りの歌』もそのまま収録されている。
メロディーは、明るい長調のものである。
歌詞の内容は、「キツネ狩り」という暗号めいた用語を使用している。